# Adriaan Pauw
Adriaan Pauw (ur. 1 listopada 1581 w Amsterdamie, zm. 21 lutego 1653) – holenderski polityk, Wielki Pensjonariusz Holandii w latach 1631-1636, a potem od 1650 do 1653 roku. Pauw, prowincja Holandia i miasto Amsterdam domagali się sojuszu z Hiszpanami, jednak książę Fryderyk Henryk Orański chciał sojuszu z Francją. Pauw musiał jechać do Paryża by omówić sprawy sojuszu. Zrezygnował w 1636 roku ze stanowiska WPH. Ponownie został nim w 1650 roku.

## literatura
- H.W.J.de Boer, H.Bruch, H. Krol (edit.). Adriaan Pauw (1585-1653); staatsman en ambachtsheer. Heemstede, 1985.
- J.C.Tjessinga. Schets van het leven van Adriaan Pauw. Heemstede, 1948.
- J.C.Tjessinga. Het slot van Heemstede onder Adriaan Pauw. Heemstede, 1949.